# Ross (Wisconsin)
Ross – miasto w Stanach Zjednoczonych, w stanie Wisconsin, w hrabstwie Forest.